# Voué
Pour les articles homonymes, voir Avoué.
Voué est une commune française, située dans le département de l'Aube en région Grand Est.

## Géographie
| Les Grandes-Chapelles | Saint-Remy-sous-Barbuise | Vaupoisson |
| Chapelle-Vallon       | Voué                     | Ortillon   |
|                       | Montsuzain               |            |

Le territoire est traversé par la Barbuise, l'autoroute A26 et la D 977.

### Hydrographie
La commune est dans la région hydrographique « la Seine de sa source au confluent de l'Oise (exclu) » au sein du bassin Seine-Normandie. Elle est drainée par la Barbuise et divers autres petits cours d'eau,.
La Barbuise, d'une longueur de 36 km, prend sa source dans la commune de Luyères et se jette  dans l'Aube à Charny-le-Bachot, après avoir traversé douze communes. 

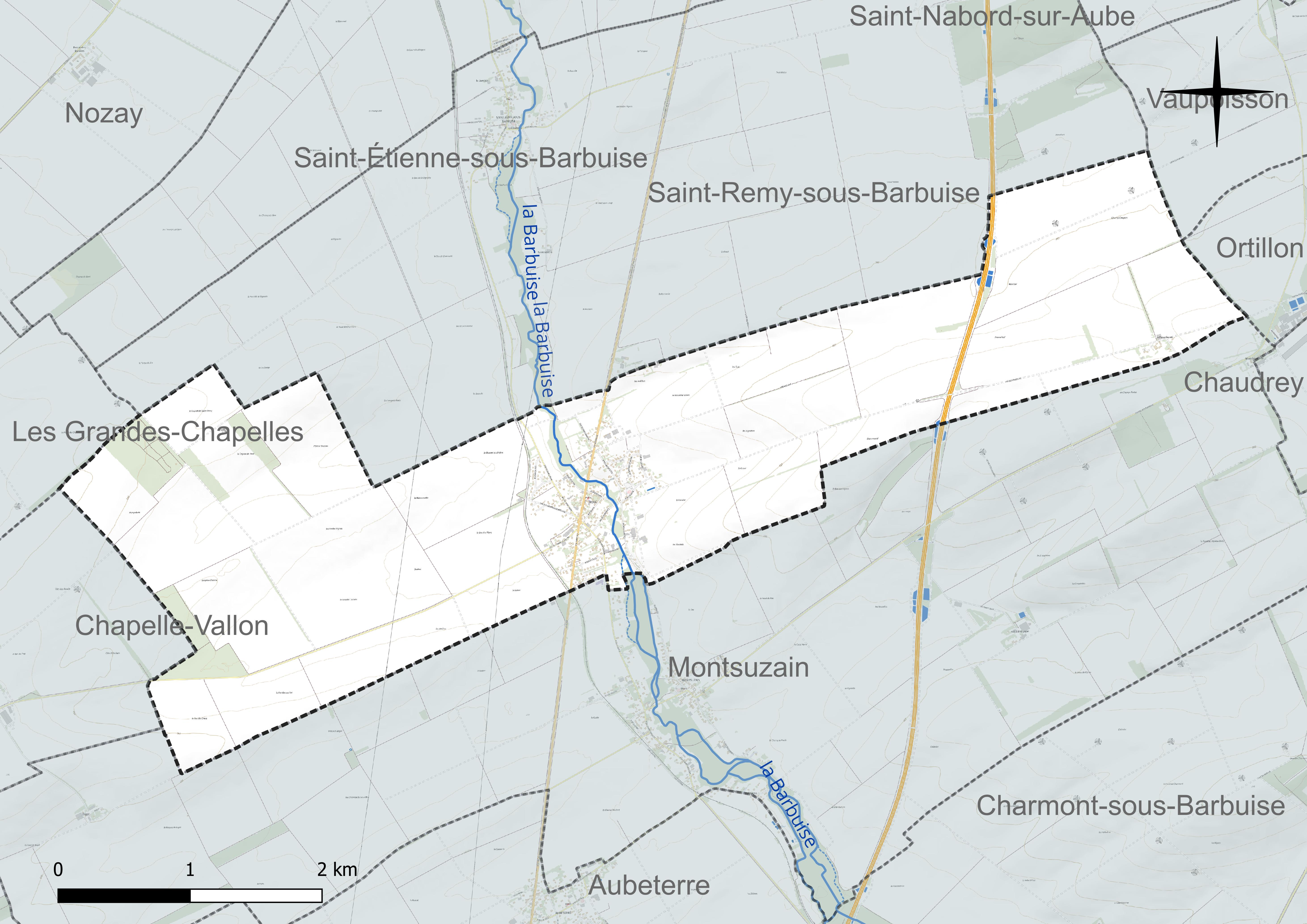
Réseau hydrographique de Voué.

### Climat
Pour des articles plus généraux, voir Climat du Grand Est et Climat de l'Aube.
En 2010, le climat de la commune est de type climat océanique dégradé des plaines du Centre et du Nord, selon une étude du Centre national de la recherche scientifique s'appuyant sur une série de données couvrant la période 1971-2000. En 2020, Météo-France publie une typologie des climats de la France métropolitaine dans laquelle la commune est exposée à un climat océanique altéré et est dans la région climatique  Nord-est du bassin Parisien, caractérisée par un ensoleillement médiocre, une pluviométrie moyenne régulièrement répartie au cours de l’année et un hiver froid (3 °C). 
Pour la période 1971-2000, la température annuelle moyenne est de 10,6 °C, avec une amplitude thermique annuelle de 15,4 °C. Le cumul annuel moyen de précipitations est de 720 mm, avec 11,9 jours de précipitations en janvier et 7,8 jours en juillet. Pour la période 1991-2020, la température moyenne annuelle observée sur la station météorologique de Météo-France la plus proche, « Troyes-Barberey », sur la commune de Barberey-Saint-Sulpice à 15 km à vol d'oiseau, est de 11,3 °C et le cumul annuel moyen de précipitations est de 644,6 mm. 
La température maximale relevée sur cette station est de 41,8 °C, atteinte le 25 juillet 2019 ; la température minimale est de −23 °C, atteinte le 17 janvier 1985,,. 
Les paramètres climatiques de la commune ont été estimés pour le milieu du siècle (2041-2070) selon différents scénarios d'émission de gaz à effet de serre à partir des nouvelles projections climatiques de référence DRIAS-2020. Ils sont consultables sur un site dédié publié par Météo-France en novembre 2022.

## Urbanisme

### Typologie
Au 1er janvier 2024, Voué est catégorisée commune rurale à habitat dispersé, selon la nouvelle grille communale de densité à 7 niveaux définie par l'Insee en 2022.
Elle est située hors unité urbaine. Par ailleurs la commune fait partie de l'aire d'attraction de Troyes, dont elle est une commune de la couronne,. Cette aire, qui regroupe 209 communes, est catégorisée dans les aires de 200 000 à moins de 700 000 habitants,.

### Occupation des sols
L'occupation des sols de la commune, telle qu'elle ressort de la base de données européenne d’occupation biophysique des sols Corine Land Cover (CLC), est marquée par l'importance des territoires agricoles (91,8 % en 2018), une proportion sensiblement équivalente à celle de 1990 (91,7 %). La répartition détaillée en 2018 est la suivante : 
terres arables (91,8 %), zones urbanisées (5,4 %), forêts (2,8 %). L'évolution de l’occupation des sols de la commune et de ses infrastructures peut être observée sur les différentes représentations cartographiques du territoire : la carte de Cassini (XVIIIe siècle), la carte d'état-major (1820-1866) et les cartes ou photos aériennes de l'IGN pour la période actuelle (1950 à aujourd'hui).

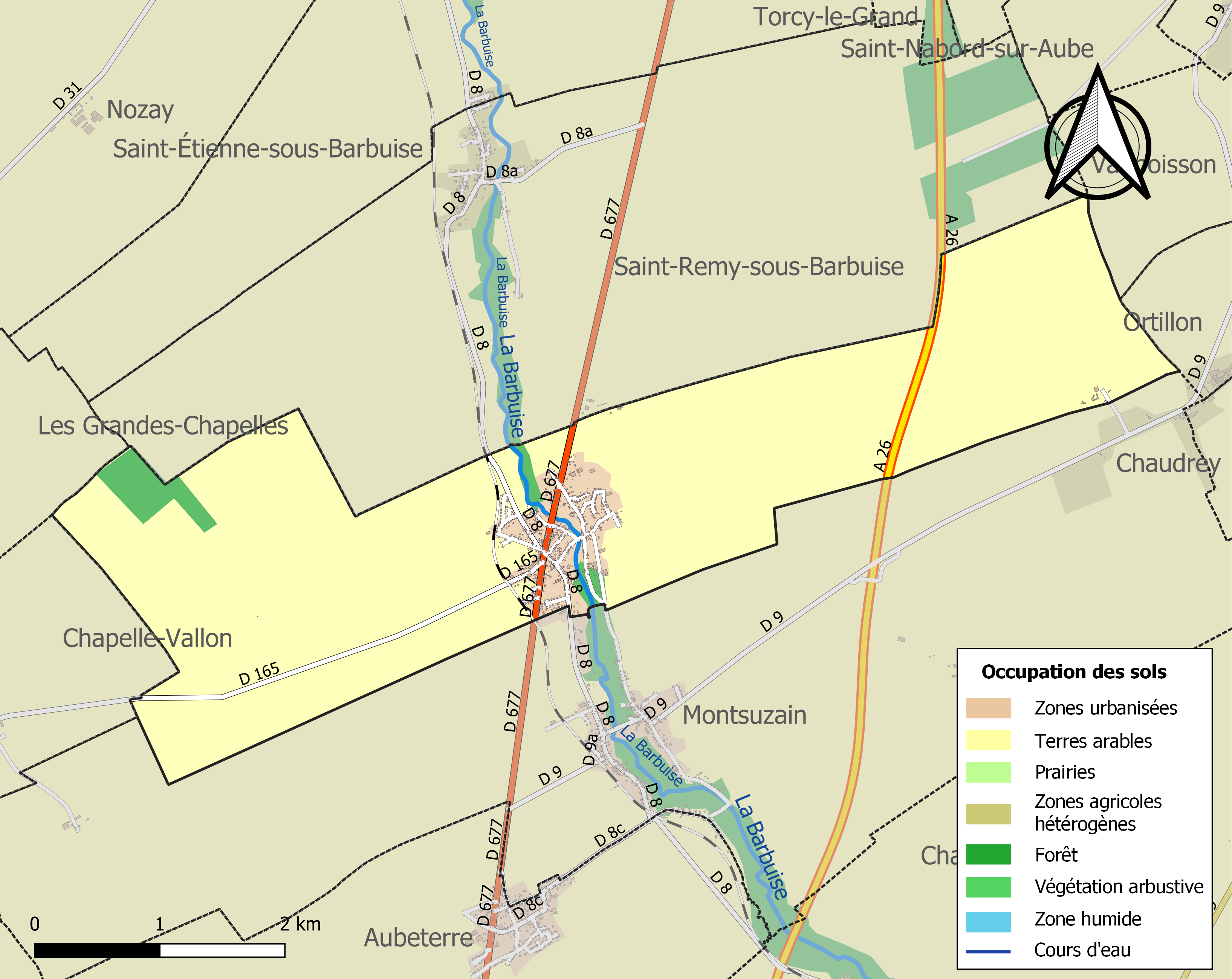
Carte des infrastructures et de l'occupation des sols de la commune en 2018 (CLC).

## Toponymie
Dérivé du latin Vadum, Voué était donc un gué. Au cadastre de 1827 se trouvait : Aubron, la Maison-neuve, le Moulin inf. et Sup. ; Pampelune, Providence.

## Histoire
Le fief dépendait d'Arcis, puis fut érigé en baronnie pour François de Vouldy en 1669. Vers 1790 il existait un château ayant deux cours, un jardin, un colombier sans qu'il soit possible de dire ce qu'il était antérieurement. Il existait une chapelle qui en 1207 qui était la possession du prieuré du Saint-Sépulcre de même que le moulin.
En 1789, Voué dépendait de l'intendance et de la généralité de Châlons, de l'élection et du bailliage de Troyes.

### Maison-Dieu
Elle est attestée dès 1267, le seigneur de Voué, Guillaume aussi seigneur d'Arcis faisait un don en 1368 au deux maisons Dieu de ces seigneuries.

## Politique et administration
| Période                                  | Période  | Identité                                       | Étiquette | Qualité   |
| ---------------------------------------- | -------- | ---------------------------------------------- | --------- | --------- |
| mars 2001                                | 2014     | André Fournel                                  |           |           |
| mars 2014                                | En cours | Alain Steinmann Réélu pour le mandat 2020-2026 | DVD       | Comptable |
| Les données manquantes sont à compléter. |          |                                                |           |           |

## Démographie

### Évolution démographique
L'évolution du nombre d'habitants est connue à travers les recensements de la population effectués dans la commune depuis 1793. Pour les communes de moins de 10 000 habitants, une enquête de recensement portant sur toute la population est réalisée tous les cinq ans, les populations de référence des années intermédiaires étant quant à elles estimées par interpolation ou extrapolation. Pour la commune, le premier recensement exhaustif entrant dans le cadre du nouveau dispositif a été réalisé en 2008.

En 2022, la commune comptait 696 habitants, en évolution de +3,11 % par rapport à 2016 (Aube : +0,7 %, France hors Mayotte : +2,11 %).
| 1793 | 1800 | 1806 | 1821 | 1831 | 1836 | 1841 | 1846 | 1851 |
| ---- | ---- | ---- | ---- | ---- | ---- | ---- | ---- | ---- |
| 337  | 354  | 363  | 343  | 428  | 414  | 385  | 413  | 428  |

| 1856 | 1861 | 1866 | 1872 | 1876 | 1881 | 1886 | 1891 | 1896 |
| ---- | ---- | ---- | ---- | ---- | ---- | ---- | ---- | ---- |
| 450  | 420  | 413  | 419  | 422  | 430  | 378  | 374  | 352  |

| 1901 | 1906 | 1911 | 1921 | 1926 | 1931 | 1936 | 1946 | 1954 |
| ---- | ---- | ---- | ---- | ---- | ---- | ---- | ---- | ---- |
| 339  | 336  | 328  | 284  | 297  | 314  | 280  | 294  | 287  |

| 1962 | 1968 | 1975 | 1982 | 1990 | 1999 | 2006 | 2008 | 2013 |
| ---- | ---- | ---- | ---- | ---- | ---- | ---- | ---- | ---- |
| 311  | 314  | 280  | 373  | 383  | 428  | 522  | 548  | 640  |

| 2018 | 2022 | - | - | - | - | - | - | - |
| ---- | ---- | - | - | - | - | - | - | - |
| 688  | 696  | - | - | - | - | - | - | - |

### Pyramide des âges
La population de la commune est relativement jeune.
En 2018, le taux de personnes d'un âge inférieur à 30 ans s'élève à 39,4 %, soit au-dessus de la moyenne départementale (35,2 %). À l'inverse, le taux de personnes d'âge supérieur à 60 ans est de 20,2 % la même année, alors qu'il est de 27,7 % au niveau départemental.
En 2018, la commune comptait 365 hommes pour 323 femmes, soit un taux de 53,05 % d'hommes, largement supérieur au taux départemental (48,59 %).
Les pyramides des âges de la commune et du département s'établissent comme suit.
| Hommes | Classe d’âge | Femmes |
| ------ | ------------ | ------ |
| 0,3    | 90 ou +      | 0,6    |
| 5,2    | 75-89 ans    | 5,3    |
| 13,7   | 60-74 ans    | 15,5   |
| 19,2   | 45-59 ans    | 16,1   |
| 22,2   | 30-44 ans    | 23,2   |
| 14,8   | 15-29 ans    | 14,6   |
| 24,7   | 0-14 ans     | 24,8   |

| Hommes | Classe d’âge | Femmes |
| ------ | ------------ | ------ |
| 0,8    | 90 ou +      | 2,1    |
| 7,4    | 75-89 ans    | 10,2   |
| 17,4   | 60-74 ans    | 18,4   |
| 19,4   | 45-59 ans    | 19     |
| 17,8   | 30-44 ans    | 17,3   |
| 18,3   | 15-29 ans    | 15,9   |
| 19     | 0-14 ans     | 17,1   |

## Distinctions culturelles
Voué fait partie des communes ayant reçu l’étoile verte espérantiste, distinction remise aux maires de communes recensant des locuteurs de la langue construite espéranto.

## Lieux et monuments
- L'église Notre-Dame-de-l'Assomption de Voué, qui jouxte le cimetière, date du XVIe siècle ; est classée[24] dont la restauration prend place en 2011.
- L'ancien moulin[25] sur la Barbuise qui devint un établissement piscicole.

## Personnalités liées à la commune
- Jean Flavien (1908-1995) petit cultivateur, syndicaliste agricole, membre du Conseil national du blé. Il épouse Marguerite Buffard[26], professeur de philosophie à Troyes qui sera arrêtée à Voué par les Allemands, s'échappera d'un camp, dirigea les FTPF de Lyon, fut torturée par Barbie et se suicida pour ne pas parler sous la torture (le Maitron).